# Helgeandsholmen

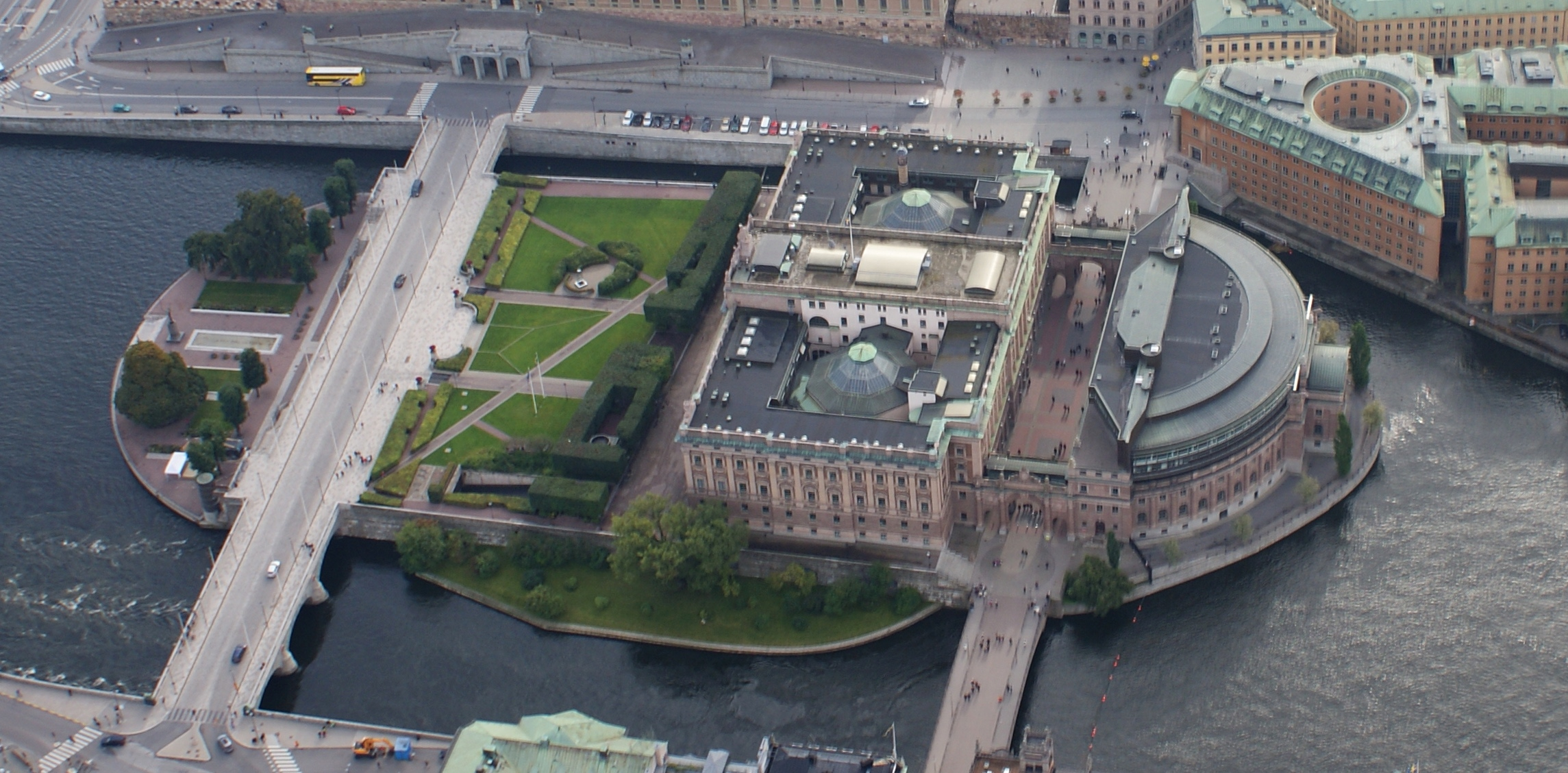
Vista aérea de Helgeandsholmen em setembro de 2012.

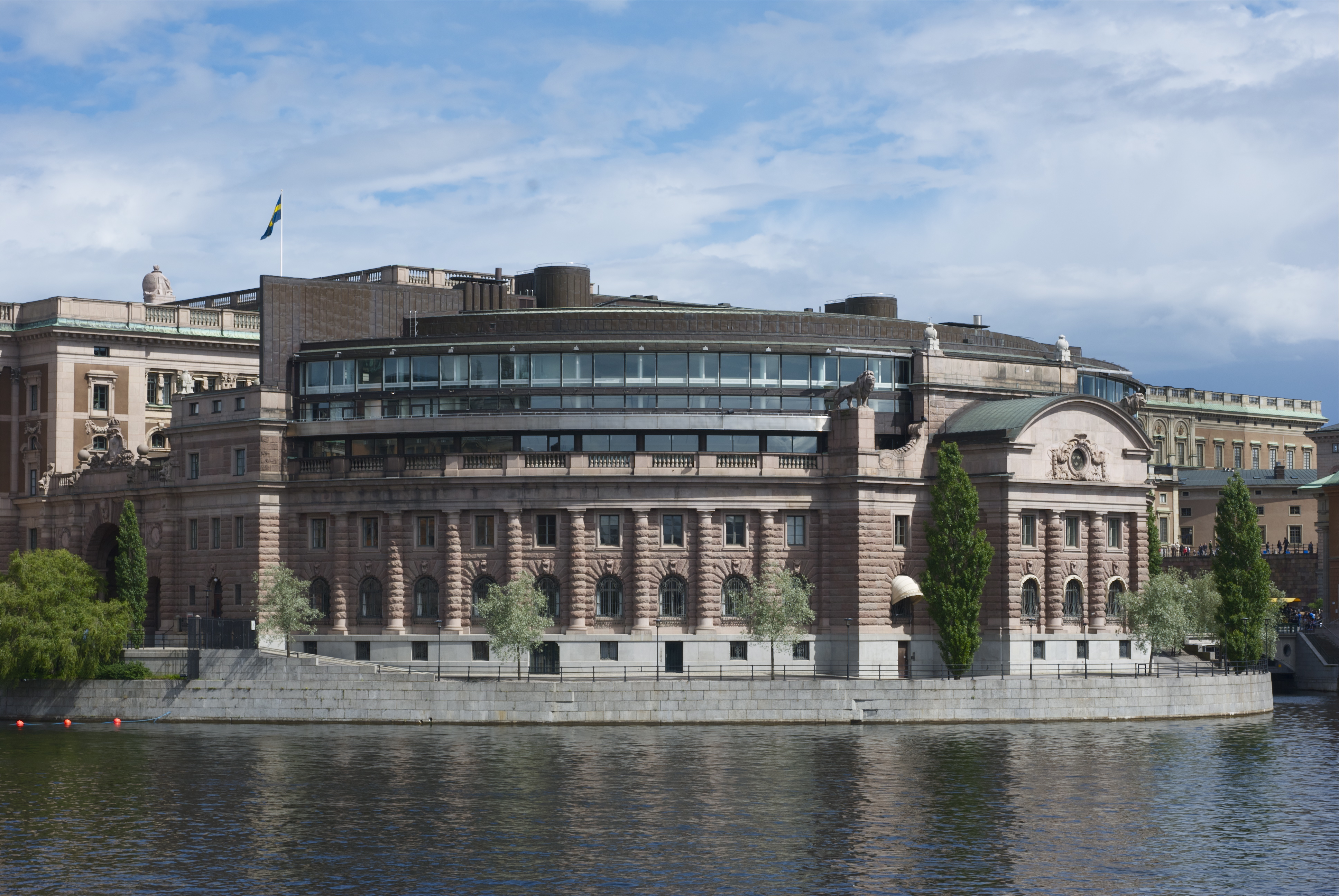
Helgeandsholmen e o Parlamento da Suécia

Helgeandsholmen é uma pequena ilha no centro de Estocolmo, capital da Suécia. Faz parte da Gamla Stan, a Cidade Velha de Estocolmo, e fica ao norte de uma outra ilhota, Stadsholmen, em frente ao Palácio Real. A Riksdagshuset - onde está alojado o Parlamento da Suécia (Riksdagen) - é o único edifício da ilha. 

O nome de Helgeandsholmen é uma redução da forma Den helige andes holme (em português: "ilhéu do Espírito Santo").